# Miloš Kopecký

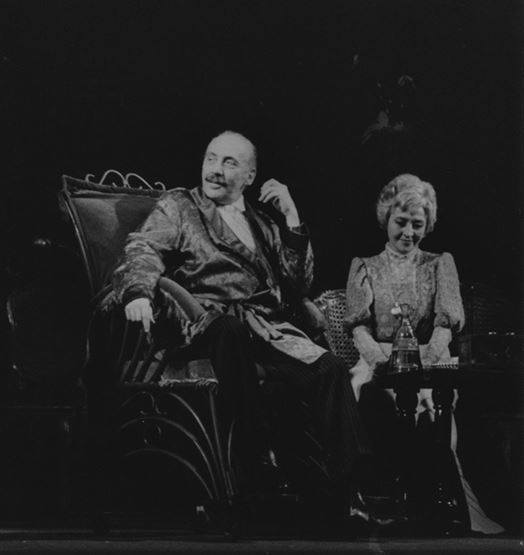
Miloš Kopecký und Karolina Slunéčková

Miloš Kopecký (* 22. August 1922 in Prag; † 16. Februar 1996 ebenda) war ein tschechischer Schauspieler und Mitglied des Theaters Divadlo na Vinohradech.

## Leben
Kopecký begann seine Bühnenlaufbahn 1941 im von den Deutschen besetzten Prag. Er wurde als Jude in einem Lager inhaftiert und seine Mutter in das Ghetto Theresienstadt deportiert und in Auschwitz ermordet. Nach der Befreiung konnte er seine Theatertätigkeit wieder aufnehmen.
Seine Fähigkeit der prompten Improvisation ermöglichte ihm die Arbeit mit schauspielerischen Größen wie Jan Werich und Miroslav Horníček. Er arbeitete in mehreren Prager Theatern, bis er 1965 beim Divadlo na Vinohradech seine endgültige Heimat fand.
Sein Filmdebüt hatte Kopecký 1946. Er spielte meist charakteristische Nebenrollen. In Deutschland wurde er vor allem durch seine Auftritte in den Serien Pan Tau und Das Krankenhaus am Rande der Stadt berühmt. Anfang der 1980er Jahre moderierte er im Tschechischen Fernsehen die gegen Emigranten und für das Regime gerichtete Serie Schritt in das Unbekannte (Krok do neznáma). Eine seiner größten letzten Theaterrollen war die Figur des Richard III. von William Shakespeare.
Kopecký war Mitglied der kommunistischen Partei und Unterzeichner der Anticharta 77, zu deren Unterzeichnung er als Mitglied der kommunistischen Partei gezwungen worden ist. Im Mai 1987 hielt Kopecký beim IV. Kongress der Assoziation der dramatischen Künstler eine sehr kritische Rede gegen die Führung der kommunistischen Partei und forderte sie zum Rücktritt auf.
Er war eine Zeit lang Ehemann der Schauspielerin Stella Zázvorková.

## Filmografie (Auswahl)
- 1952: Die stolze Prinzessin (Pyšná prinzezna)
- 1954: Der beste Mensch (Nejlepší člověk)
- 1955: Es war einmal ein König (Byl jednou jeden kràl)
- 1956/1957: Der brave Soldat Schwejk in Prag/Melde gehorsamst mir stinkt's… und der Herr Hauptmann auch (Dobrý voják Švejk) – nach dem gleichnamigen Roman
- 1959: Geheimnis der Puderdose (Zpívající pudrenska)
- 1961: Baron Münchhausen (Baron Prašil)
- 1961: Mann aus dem 1. Jahrhundert (Muž z prvního století)
- 1962: Zwei aus jener Welt (Dva z onoho světa)
- 1963: Seine Majestät – Kollege König (Král králů)
- 1964: Ein Stern fährt nach Süden (Zvezda putujhe na jug)
- 1964: Limonaden-Joe (Limonádový Joe aneb Koňská opera)
- 1967: Altprager Melodien (Ta naše písnička česká)
- 1967: Streng geheime Premieren (Přísně tajné premiery)
- 1970: Hochzeiten des Herrn Peter Vok (Svatby Petra Voka)
- 1970: Hündchen des Lord Carlton (Psíci lorda Carltona)
- 1970: Trügerische Liebesspiele (Hry lásky salivé)
- 1971: Mord im Hotel Excelsior (Vražda v hotelu Excelsior)
- 1971: Strohhut (Slaměný klobouk)
- 1972: Am Anfang des Weges (Svět otevřený náhodám)
- 1972: Sechs Bären und ein Clown; auch: Sechs Bären mit Zwiebel (Šest medvědů s cibulkou)
- 1974: Nacht auf Karlstein (Noc na Karlštejně)
- 1974: Wie soll man Dr. Mráček ertränken? oder Das Ende der Wassermänner in Böhmen (Jak utopit doktora Mráčka aneb Konec vodníků v Čechách)
- 1976: Morgen legen wir los, Liebling (Zítra to roztočíme, drahoušku)
- 1977: Adele hat noch nicht zu Abend gegessen (Adela ještě nevečeřela)
- 1978–81: Das Krankenhaus am Rande der Stadt (Nemocnice na kraji města)
- 1978: Theodor, der Misanthrop (Já už budu hodný, dědečku)
- 1979: In Sachen Kaninchen (Causa králík)
- 1979: Schicksal einer Sängerin (Božská Ema) – Biografie von Ema Destinová
- 1980: Flucht nach Hause (Útěky domu)
- 1981: Das Geheimnis der Burg in den Karpaten (Tajemství hradu v Karpatech)
- 1982: Herzliche Grüße vom Erdball (Srdečný pozdrav ze zeměkoule)
- 1984: Verschenktes Glück (Tři veteráni)
- 1984: Die verlängerte Zeit (Prodloužený čas)
- 1984: Das Geheimnis des alten Dachbodens (Tajemství staré půdy)
- 1986: Eine zauberhafte Erbschaft (Čarovné dědictví)
- 1986: Spanische Parodontose (Španělská paradentenza)
- 1987: Pan Tau wird gesucht (Hledá se pan Tau)
- 1987: Engel verführt den Teufel (Anděl svádí ďábla)
- 1996: Das Zauberbuch (Kouzelný měšec)